# Widok Toledo z planem
Widok Toledo z planem (hisz. Vista de Toledo) – obraz El Greca przedstawiający panoramę miasta Toledo znajdujący się obecnie w Casa y Museo de El Greco w Toledo.
Pod koniec XVI wieku Toledo było religijnym i świeckim centrum chrześcijańskiej Hiszpanii. W 1570 roku rozpoczęła się wielka przebudowa miasta. Głównym celem była przebudowa głównego rynku Plaza de Zocodover oraz budowa nowego systemu wodociągów. W tym samym czasie w mieście żył i tworzył El Greco. W 1597 roku zaczął malować Widok Toledo by nawiązać w nim do tradycyjnego wizerunku miasta, jak i nowych przemian. Przedstawienie widoku miasta jako samodzielnego tematu malarskiego było nowatorskim zabiegiem w epoce El Greca. Pierwszy obraz pt. Widok Toledo stworzył w 1610 roku.

## Opis obrazu
Około 1614 roku El Greco stworzył drugi widok miasta Toledo. Jest to wizja miasta oparta na jego rzeczywistym opisie, lecz w swojej kompozycji dokonał kilku zmian. W komentarzu do obrazu mówił: 

Byłem zmuszony przesunąć szpital i umieścić go jako szczegół poza właściwym polem obrazu, ponieważ w miejscu, które zajmował w rzeczywistości, bryła jego zasłaniała by połowę miasta

 Tym razem El Greco przedstawił pełną panoramę miasta. Z prawej strony młody mężczyzna trzyma dodatkowo mapę, która może służyć do korygowania widoku. Po lewej stronie siedzi chłopiec z dzbanem, z którego wylewa się woda. Jest to personifikacja rzeki Tag. Nad miastem unosi się postać Madonny wręczającej ornat św. Ildefonsowi, patronowi miasta. W centralnej części, na białym obłoku widoczny jest budynek szpitalny pod wezwaniem św. Jana Chrzciciela, którego zarządcą był Pedro Salazar de Mendoza, pierwszy właściciel obu obrazów z widokiem Toledo. Obraz utrzymany jest w tonacji błękitu i zieleni.
Panoramę miasta Toledo El Greco umieścił również na kilku innych obrazach, takich jak: Ukrzyżowanie, Laokoon i Święty Marcin z żebrakiem. W 1599 roku stworzył dekoracje dla kaplicy św. Józefa w Toledo, gdzie na centralnym obrazie ołtarzowym widnieje Św. Józef z dzieciątkiem Jezus, w tle, widać niemal taki sam pejzaż miasta jak w starszej wersji obrazu z Museo de El Greco.